# Korogwe

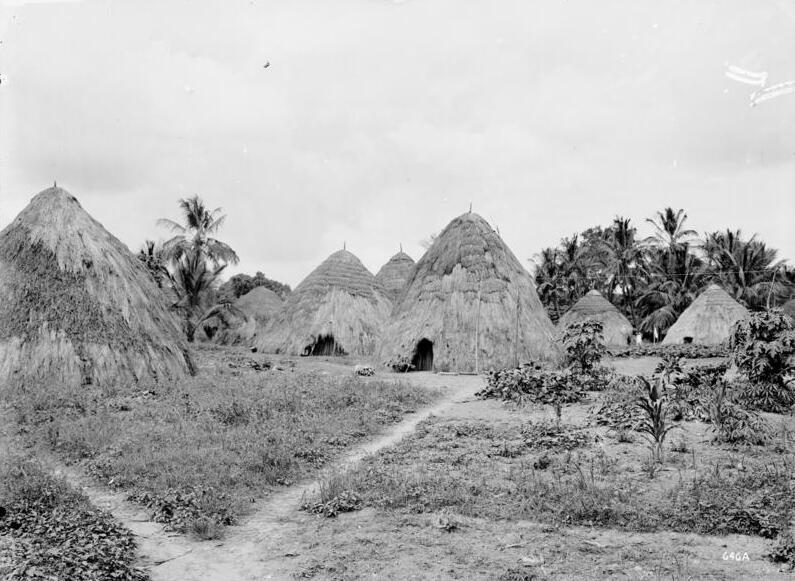
Korogwe (1906)

Korogwe ist die zweitgrößte Stadt in der Tanga-Region im Nordosten Tansanias und die Hauptstadt des Distrikts Korogwe.

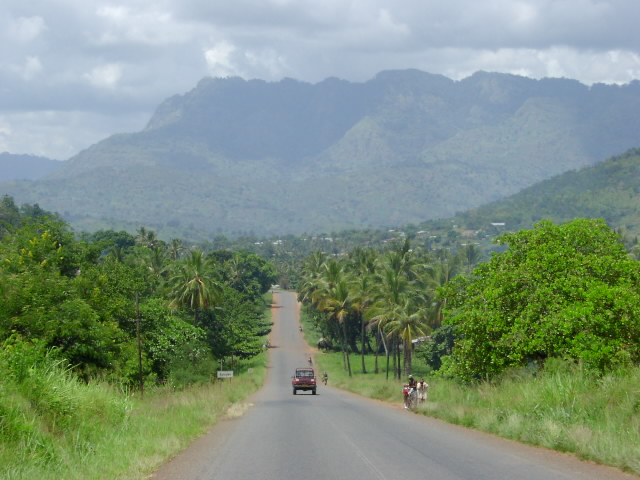
Straße nach Korogwe. Im Hintergrund die Usambara-Berge.

## Geographie
Korogwe liegt in einer Seehöhe von 307 Meter am Fluss Pangani, nahe der Mündung des Mkomazi und des Luengera am Fuß der Usambara-Berge. Die Stadt hatte bei der Volkszählung 2022 rund 62.000 Einwohner.
Das Klima in Korogwe ist tropisch, Aw nach der effektiven Klimaklassifikation. Die Niederschläge von knapp über 1000 Millimeter fallen auf das Jahr verteilt mit einer großen Spitze in April und Mai, wo jeweils über 200 Millimeter Regen fallen. Die Jahres-Durchschnittstemperatur liegt bei 25 Grad Celsius. Am wärmsten ist es im Februar mit 27 Grad, am kühlsten im Juli mit 22 Grad Celsius.

## Geschichte
Die Stadt wurde ursprünglich auf einer Insel im Pangani gegründet. Hier lag der Schnittpunkt zweier Fernhandelsrouten, eine zum Viktoriasee und eine nach Ugodo in der Region Dodoma.

## Verwaltungsgliederung
Die Stadt besteht aus elf Stadtteilen (Wards):

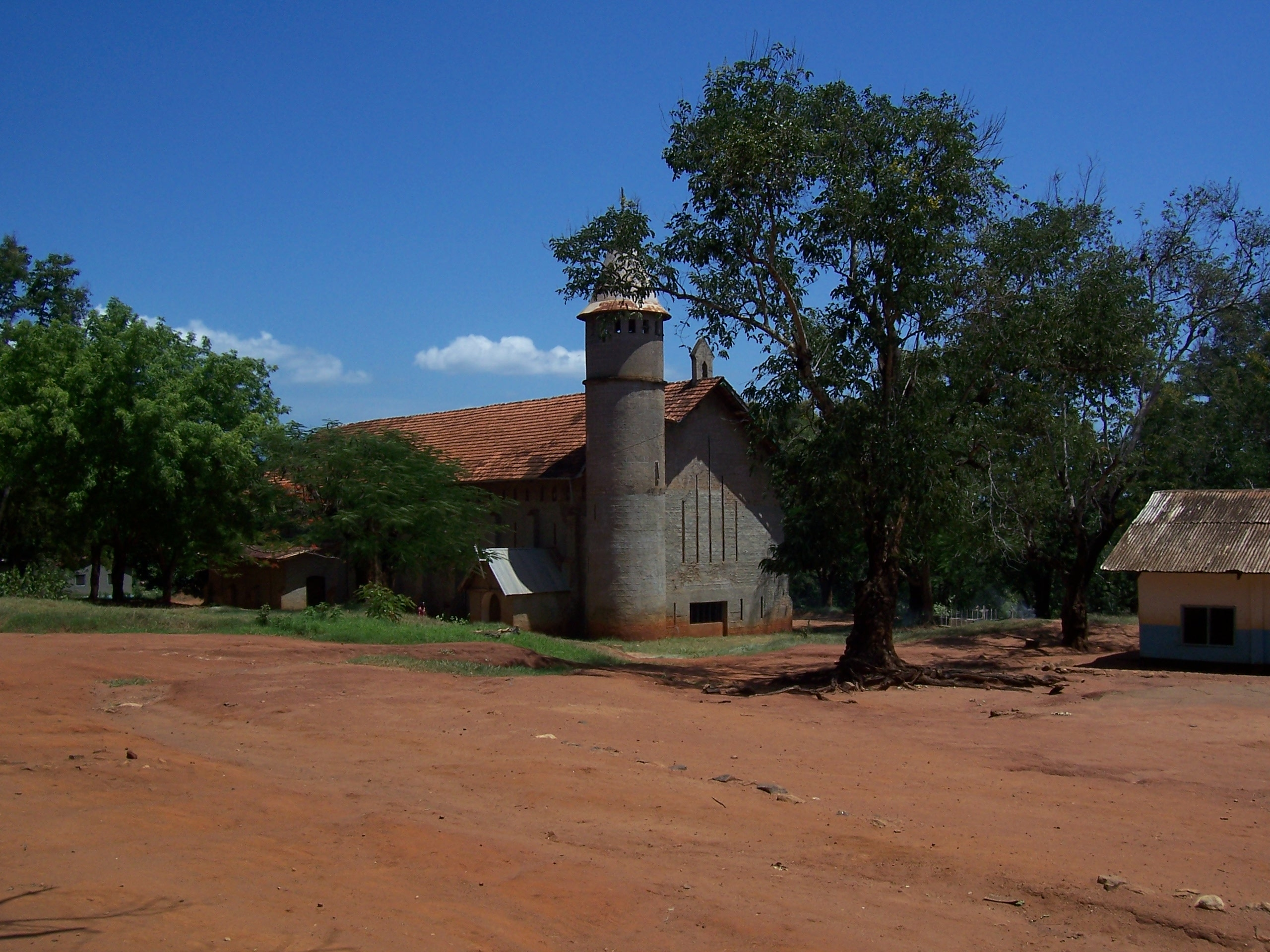
Die Michaelskirche in Korogwe.

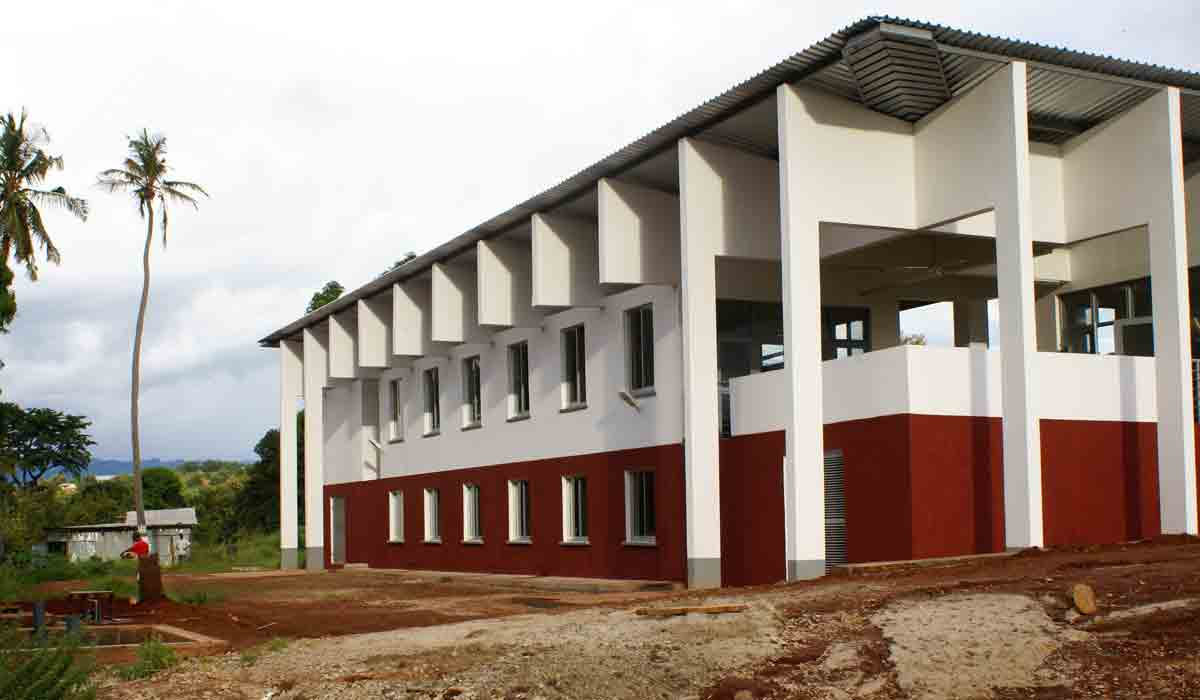
Das Magunga Distrikt-Krankenhaus.

- Kwamndolwa
- Ngombezi
- Mtonga
- Magunga
- Kwamsisi
- Masuguru
- Manundu
- Bagamoyo
- Majengo
- Kilole
- Old Korogwe

## Einrichtungen und Dienstleistungen
- Gesundheit: In der Stadt befinden sich zwei Krankenhäuser und elf Apotheken.[6] Das Krankenhaus St. Raphael wird von der Anglikanischen Kirche geführt.[7]
- Bildung: In Korogwe befinden sich zwölf weiterführende Schulen, von diesen sind drei Privatschulen.[8]

## Wirtschaft und Infrastruktur
Der wichtigste Wirtschaftszweig ist die Landwirtschaft, gefolgt vom Handel. Drittwichtigster Arbeitgeber sind staatliche und private Organisationen.
- Landwirtschaft: Es werden hauptsächlich Mais, Maniok und Reis angebaut.[10] Fast 30 Prozent der Haushalte besitzt Haustiere, überwiegend werden Hühner und Ziegen gehalten.[11]
- Handel: Die Stadt ist eine wichtige Handelsdrehscheibe zwischen Tanga, Daressalam und Arusha. Im Zentrum befinden sich ein Einkaufszentrum und mehr als hundert Einzelgeschäfte.[12]
- Straßen: Durch Korogwe führt die asphaltierten Nationalstraße T2 von Daressalam nach Arusha. Ein im Jahr 2017 erbauter Busbahnhof bietet Platz für 45 große und 33 kleine Busse.[13][12]
- Eisenbahn: Die Stadt ist Haltestelle der Usambarabahn.[14]

## Politik
In Korogwe wird alle fünf Jahre ein Stadtrat gewählt. Er besteht aus 15 Stadträten, je einer pro Stadtteil und vier für Sondersitze.

## Sonstiges
Korogwe ist der Sitz des anglikanischen Bischofs der Diözese Tanga.